# Daphyd Sens
Daphyd Sens est un musicien néerlandais né en 1988 à Geldrop, aux Pays-Bas. Il est le joueur du didgeridoo du groupe de musique Omnia.

## Biographie
Il grandit à Mierlo, petit village qui se situe près d’Eindhoven. 
Daphyd quitte l’école, chose assez commune chez les membres d’Omnia, réunit quelques instruments et commence à jouer un peu partout. Il entend la musique d’Omnia pour la première fois en 2002, il tombe tout de suite amoureux du son du didgeridoo et du style de vie pagan du groupe.
Il adopte le nom de « Crow of War » après avoir entendu le morceau « Morrigan » d’Omnia. Daphyd se procure un didgeridoo à bas prix et apprend à en jouer. N’étant pas satisfait des didgeridoo standards, il décide de se fabriquer son propre slide-didgeridoo avec du PVC (c’est avec ce dernier qu’il marqua incroyablement Steve et Luka à un de leurs Workshops en 2004).
Par la suite, il passe au didgeribone (fabriqué par Charlie Mc Mahon référence en la matière). En 2010 Daphyd se voit réellement comme un musicien et commence à réunir et tester différents instruments (flûtes et des mouths harps).
Cette même année Daphyd découvre que le joueur de didgeridoo d’Omnia a soudainement quitté le groupe, il saisit sa chance et contacte Stenny immédiatement.
Le groupe organise des sessions de répétitions, et l'alchimie se crée immédiatement, Daphyd est de suite capable de jouer tous les morceaux du groupe mieux que quiconque. Il rejoint donc le groupe officiellement.
Il joue son premier concert avec Omnia en mars 2011. Il gagne immédiatement le cœur du public de par son jeu et sa capacité à interagir avec le public.
Daphyd joue actuellement du didgeridoo, de la mouth harp au sein d’Omnia, on y ajoute du chant et de la batterie. Il joue d’un triple slide-didgeridoo en fibre de carbone qui a été fabriqué par Rob Gandara.
Quand Daphyd n’est pas avec Omnia, il donne des ateliers pour apprendre à maîtriser le slide-didgeridoo ainsi que le didgeridoo traditionnel.

## Parcours musical
Sa première expérience sur scène se déroule avec le rappeur Sud-Africain, Jack Parrow. Depuis il enflamme les salles de concert d’Hollande (Lowlands, Pukkelpup, Melkweg et plus encore) en tant que joueur de didgeridoo invité par le rappeur. 

## Compléments